# ناورو
 ناورو (بالإنجليزية: Nauru)‏، (بالناوروية: Naoero) ورسميًا جمهورية ناورو الاقتصادية الشعبية الحرة المطلقة عُرفت سابقًا باسم جزيرة بليزانت، هي دولة جزرية صغيرة في أوقيانوسيا، وسط المحيط الهادئ. تجاورها جزيرة بانابا، في جمهورية كيريباتي وتبعد عنها 300 كم (190 ميل) شرقًا. تقع إلى الشمال الغربي من توفالو، على بعد 1300 كم (810 ميل) شمال شرق جزر سليمان، شمال شرق بابوا غينيا الجديدة، وجنوب شرق ولايات مايكرونزيا المتحدة وجنوب جزر مارشال. ناورو هي ثالث أصغر دولة في العالم بعد مدينة الفاتيكان وموناكو، بمساحة 21 كم2 فقط (8.1 ميل مربع) ما يجعلها أصغر جمهورية في العالم. يبلغ عدد سكانها 10,670 نسمة، وهو ثاني أقل تعداد سكاني في العالم بعد مدينة الفاتيكان، وتعد ناورو ثالث أصغر دولة في العالم، أكبر من مدينة الفاتيكان وموناكو فقط، مما يجعلها أصغر جمهورية ودولة جزيرة، وكذلك أصغر دولة عضو في الكومنولث من حيث المساحة. يبلغ عدد سكانها حوالي 10800 نسمة وهي ثالث أصغر دولة في العالم (باستثناء المستعمرات أو الأقاليم الخارجية).
استوطنها شعب ميكرونيسيا وبولونيزيا سيركا عام 1000 قبل الميلاد، ضمت الإمبراطورية الألمانية ناورو عسكريًا وطالبت بها مستعمرة لها في أواخر القرن التاسع عشر. بعد الحرب العالمية الأولى، أصبحت ناورو دولة منتدبة خاضعة لإدارة أستراليا ونيوزيلندا والمملكة المتحدة. خلال الحرب العالمية الثانية، احتلت القوات اليابانية ناورو، وتجاوزتها قوات الحلفاء أثناء زحفها عبر المحيط الهادئ. عقب انتهاء الحرب، دخلت البلاد في وصاية الأمم المتحدة. حصلت ناورو على استقلالها في عام 1968، وأصبحت عضوًا في جماعة بلدان المحيط الهادئ في عام 1969.
تتكون جزيرة ناورو من صخور الفوسفات وتحتوي على الكثير من الرواسب بالقرب من سطحها، ما يسهل عمليات التعدين السطحي. أما باقي مواردها من الفوسفات فإن استخراجها غير مجدي اقتصاديًا. تعرضت بيئة الجزيرة لأضرار جسيمة بسبب التعدين منذ استنفاد مخزون الفوسفات في تسعينيات القرن العشرين، وانخفضت قيمة الائتمان المقررة لإدارة ثروات الجزيرة. من أجل كسب الدخل، أصبحت ناورو لفترة وجيزة ملاذًا ضريبيًا ومركزًا غير مشروع لغسل الأموال. في الفترة بين عامي 2001 و 2008، ومجددًا منذ عام 2012، قبلت ناورو المساعدة من الحكومة الأسترالية مقابل استضافة مركز التجهيز الإقليمي لناورو، وهو منشأة أسترالية ساحلية مثيرة للجدل مخصصة لاحتجاز المهاجرين. نتيجة للاعتماد المفرط على أستراليا، حددت بعض المصادر ناورو دولة عميلة لأستراليا. أصبحت الدولة ذات السيادة عضوًا في الأمم المتحدة ودول الكومنولث ومجموعة دول إفريقيا والكاريبي والمحيط الهادئ.

## التاريخ
َ
كان شعبي ميكرونيسيا وبولينيزيا أول من سكن ناورو قبل 3000 عام على الأقل. ضمت ناورو 12 عشيرة أو قبيلة والتي تمثل النجمة ذات الإثني عشر شعاعًا الموجودة على علم البلد. تقليديًا، يتبع الناورونيون نسبهم من خلال القرابة. عمل السكان في تربية الأحياء المائية، فكانوا يصطادون أسماك السلماني الصغيرة ويأخذونها إلى المياه العذبة ويربونها في بحيرة بوادا لاغون، ما وفر مصدرًا غذائيًا موثوقًا. شملت مزروعات المنطقة جوز الهند وفاكهة الكاذي سقفي. قد يكون اسم ناورو مستمدًا من الكلمة الناورونية، أناويرو، والتي تعني «أذهب إلى الشاطئ».
في عام 1798، كان قبطان البحر البريطاني جون فيرن أول غربي أبلغ عن رؤية ناورو أثناء إبحاره على متن سفينته التجارية هانتر (300 طن)، وأطلق عليها اسم «جزيرة بليزانت»، بسبب مظهرها الجذاب. اعتبارًا مما لا يقل عن عام 1826، كان لناورو اتصالات منتظمة مع الأوروبيين بشأن سفن صيد الحيتان والسفن التجارية التي كانت تطلب المؤونة ومياه الشرب العذبة. مرّت آخر سفينة صيد حيتان بالمنطقة أثناء عصر الشراع في عام 1904.
في تلك الفترة، بدأ الهاربون من السفن الأوروبية العيش في الجزيرة. تاجر سكان الجزر بالأغذية مقابل مشروب اللاقبي والأسلحة النارية. استُخدمت الأسلحة النارية خلال حرب ناورو الأهلية التي اندلعت في عام 1878 واستمرت عشر سنوات.
في عام 1888، ضمت ألمانيا ناورو عسكريًا عقب اتفاق مع بريطانيا العظمى وأدرجتها تحت وصاية جزر مارشال التابعة لألمانيا لأغراض إدارية. أنهى وصول الألمان الحرب الأهلية، ونُصّب الملوك حكامًا للجزيرة. كان الملك أويدا الأكثر شهرة من بين هؤلاء. وصل المبشرون المسيحيون من جزر غيلبرت إلى المنطقة في عام 1888. أطلق المستوطنون الألمان على الجزيرة اسم «ناودو» أو «أوناويرو». حكم الألمان ناورو نحو ثلاثة عقود. تولى روبرت راش منصب أول متصرف للمنطقة في عام 1890، وهو تاجر ألماني تزوج من امرأة ناورونية.
اكتشف المنقب ألبرت فاولر إليس الفوسفات على ناورو في عام 1900. بدأت شركة فوسفات المحيط الهادئ في استغلال المخزون في عام 1906 بالاتفاق مع ألمانيا، إذ صدّرت أول شحنة لها في عام 1907. في عام 1914، في أعقاب اندلاع الحرب العالمية الأولى، استولت القوات الأسترالية على ناورو. في عام 1919، اتفقت دول الحلفاء وسلطاتها على منح جورج الخامس ملك المملكة المتحدة السلطة القائمة بإدارة الجزيرة في إطار انتداب عصبة الأمم. نصت اتفاقية جزيرة ناورو المبرمة في عام 1919 بين حكومات المملكة المتحدة وأستراليا ونيوزيلندا على أن تتولى لجنة الفوسفات البريطانية إدارة الجزيرة واستخراج رواسب الفوسفات فيها. وُضعت شروط انتداب عصبة الأمم في عام 1920.
اجتاح وباء الإنفلونزا الجزيرة في عام 1920، وبلغ معدل الوفيات 18% من سكان ناورو الأصليين.
في عام 1923، منحت عصبة الأمم أستراليا الوصاية على ناورو، واشتركت في الوصاية مع المملكة المتحدة ونيوزيلندا. في 6 و7 ديسمبر 1940، أغرقت سفينتا المساعدة الألمانيتان، كوميت وأوريون، خمس سفن إمداد بالقرب من ناورو. ثم قصفت سفينة كوميت مناطق تعدين الفوسفات في ناورو ومستودعات تخزين النفط ودعامة سفينة تحميل.
احتلت القوات اليابانية ناورو في 25 أغسطس 1942. بنى اليابانيون مطارًا قُصف لأول مرة في 25 مارس 1943، ما حال دون نقل الإمدادات الغذائية إلى ناورو. نفى اليابانيون 1,200 ناورونيًا للعمل في جزر تشوك التي تحتلها اليابان أيضًا. كجزء من إستراتيجية الحلفاء المتمثلة بتجاوز جزر المحيط الهادئ نحو جزر اليابان الرئيسية، تجاوزت القوات ناورو مخلّفة الدمار فيها. حُرّرت ناورو في 13 سبتمبر 1945، عندما سلم القائد هيساياكي سويدا الجزيرة للجيش الأسترالي والبحرية الملكية الأسترالية. قبل العميد جون رولستون ستيفنسون الاستسلام، وذك نيابة عن الفريق فيرنون ستوردي، قائد الجيش الأسترالي الأول، على متن السفينة الحربية ديامانتينا واتُخذت مجموعة من التدابير لإعادة 737 ناورونيًا ممن نجوا من الأسر الياباني في تشوك. جرت إعادتهم على متن سفينة ترينزا التابعة للجنة الفوسفات البريطانية إلى ناورو في يناير 1946.
في عام 1947، فرضت الأمم المتحدة وصاية دولية على ناورو وعينت أستراليا ونيوزيلندا والمملكة المتحدة أمناءً. بموجب هذه الترتيبات، اشتركت المملكة المتحدة وأستراليا ونيوزيلندا في الإدارة. ينص اتفاق جزيرة ناورو على أن تعيّن أستراليا أول حاكم لمدة خمس سنوات، وتقرر الحكومات الثلاث التعيينات اللاحقة. غير أنه من الناحية العملية، مارست أستراليا وحدها السلطة الإدارية.
في عام 1948، أضرب عمال تعدين الغوانو الصينيون عن العمل بسبب الأجور وظروف العمل. فرضت الإدارة الأسترالية حالة طوارئ وحشدت الشرطة المحلية والمتطوعين المسلحين من السكان المحليين والموظفين الأستراليين. أطلقت هذه القوة النيران على العمال الصينيين مستخدمة رشاشات صغيرة وأسلحة نارية أخرى وقتلت اثنين وجرحت ستة عشر. أُلقي القبض على نحو 50 عاملًا، وجرى إيقاف اثنين منهم حتى الموت أثناء احتجازهما. وُجّهت تهمة إلى الجندي الذي احتجز السجناء ولكنه بُرئ لاحقًا على أساس أن جروح السجناء «حدثت من دون قصد». قدمت حكومتا الاتحاد السوفيتي والصين شكاوى رسمية ضد أستراليا في الأمم المتحدة بشأن هذا الحادث.
في عام 1964، اقتُرح نقل سكان ناورو إلى جزيرة كورتيس قبالة ساحل كوينزلاند في أستراليا. بحلول ذلك الوقت، أجرت شركات من أستراليا وبريطانيا عمليات استخراج مكثفة للفوسفات من ناورو وتسببت بإضرار المناظر الطبيعية لدرجة أنه كان يُعتقد أن الجزيرة ستكون غير صالحة للسكن بحلول تسعينيات القرن العشرين. اعتُبر إعادة استصلاح الجزيرة أمرًا مستحيلًا من الناحية المالية. في عام 1962، قال رئيس الوزراء الأسترالي، روبرت منزيس، أنه يتعين على الدول الثلاث المشاركة في التعدين الالتزام بتوفير حل لشعب ناورو، واقترح إيجاد جزيرة جديدة لهم. في عام 1963، اقترحت الحكومة الأسترالية الحصول على جميع الأراضي في جزيرة كورتيس (التي كانت تفوق ناورو مساحة) ومن ثم منح الناورونيون حقوق ملكية مطلقة على الجزيرة وأن يصبحوا مواطنين أستراليين. قُدرت تكلفة إعادة توطين سكان ناورو في جزيرة كورتيس بمبلغ 10 ملايين جنيه إسترليني، شملت الإسكان والبنية التحتية وإنشاء قطاعات الرعي والزراعة وصيد الأسماك. غير أن شعب ناورو لم يرغب بأن يصبح أستراليًا وأراد أن يُمنح السيادة على جزيرة كورتيس لإقامة دولة ناورونية مستقلة، وهو ما لم توافق عليه أستراليا. رفض الناورونيون اقتراح الانتقال إلى جزيرة كورتيس، واختاروا أن يصبحوا دولة مستقلة ويشغلوا مناجمهم في ناورو.
أصبحت ناورو ذاتية الحكم في يناير 1966، وعقب ميثاق دستوري مدته سنتان، أصبحت مستقلة في 31 يناير 1968 في عهد الرئيس المؤسس همر دي روبرت. في عام 1967، اشترى شعب ناورو أصول لجنة الفوسفات البريطانية، وفي يونيو 1970 انتقلت السيطرة إلى شركة فوسفات ناورو المملوكة محليًا. جعل دخل عمليات التعدين شعب ناورو من بين أغنى الناس في العالم. في عام 1989، اتخذت ناورو إجراءات قانونية ضد أستراليا في محكمة العدل الدولية بشأن إدارة أستراليا للجزيرة، ولا سيما عدم إصلاح أستراليا للضرر البيئي الناجم عن تعدين الفوسفات. نتج عن قضية بعض أراضي الفوسفات: ناورو ضد أستراليا تسوية خارج المحكمة لإعادة تأهيل المناطق المُعدنة في ناورو.

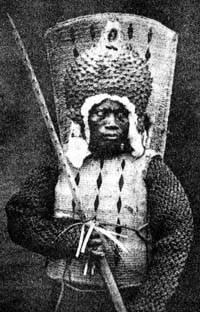
صورة لمحارب ناوروني خلال حرب ناورو الأهلية نحو عام 1880

القوات الجوية التابعة للجيش الأمريكي تقصف المطار الياباني في ناورو عام 1943.

## الجغرافيا
تقع ناورو على جزيرة بيضوية الشكل تبلغ مساحتها 21 كم2 (8.1 ميل مربع) في جنوب غرب المحيط الهادئ، وعلى بعد 55.95 كم (34.77 ميل) جنوب خط الاستواء. تحيط الشعاب المرجانية بالجزيرة، وتظهر عند انخفاض مستوى الماء أثناء المد والجزر. حال وجود الشعاب المرجانية دون إنشاء ميناء بحري، على الرغم من أن القنوات الموجودة في الشعاب تسمح للقوارب الصغيرة بالوصول إلى الجزيرة. يقع النطاق الساحلي الخصب الذي يتراوح طوله بين 150 إلى 300 متر (490 إلى 980 قدم) داخل الشاطئ.
تحيط المنحدرات المرجانية بالهضبة المركزية لناورو. يبلغ ارتفاع أعلى نقطة في الهضبة، والتي تُعرف باسم «مرتفع القيادة»، 71 مترًا (233 قدم) فوق مستوى سطح البحر.
تقع المناطق الخصبة الوحيدة في ناورو على الحزام الساحلي الضيق حيث تنمو شجرة نخيل جوز الهند. تدعم الأراضي المحيطة ببوادا لاغون زراعة الموز والأناناس والخضروات وأشجار الكاذي سقفي وأشجار الخشب الصلب المحلية، مثل شجرة التامانو.
احتوى المحيط الهادئ على ثلاث جزر صخرية فوسفاتية كبرى، بانابا (جزيرة المحيط) في كيريباتي، وماكاتي في بولينيزيا الفرنسية، بالإضافة إلى ناورو. استُنفد مخزون الفوسفات في ناورو بالكامل تقريبًا. خلف تعدين الفوسفات في الهضبة المركزية تضاريس قاحلة من أصداف الحجر الجيري المحفورة حتى ارتفاع 15 مترًا (49 قدمًا). أدى التعدين إلى تجريد نحو 80% من مساحة أراضي ناورو وتدميرها، ما جعلها غير صالحة للسكن، وأثر على المنطقة الاقتصادية الخالصة المحيطة بها. تشير التقديرات إلى أن الجريان السطحي والفوسفاتي أدى إلى القضاء على نسبة 40% من الحياة البحرية.
تحتوي ناورو على مصادر طبيعية محدودة للمياه العذبة. تجمع الخزانات الموجودة على الأسطح مياه الامطار. يعتمد معظم سكان الجزيرة على ثلاث محطات لتحلية المياه الموجود في وكالة المرافق في ناورو.

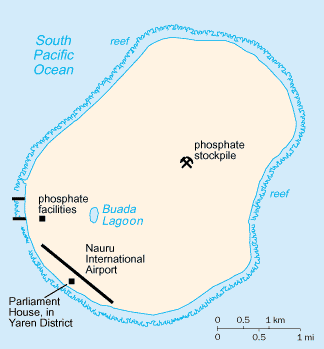
خريطة ناورو

### المناخ
يتسم مناخ ناورو بأنه حار ورطب جدًا على مدار العام نظرًا لقرب الجزيرة من خط الاستواء والمحيط. تهطل الأمطار الموسمية على ناورو في الفترة ما بين نوفمبر وفبراير، ولكن نادرًا ما تحدث الأعاصير فيها. يتفاوت هطول الأمطار السنوي بدرجة كبيرة ويتأثر بتذبذب النينا الجنوبي، مع وجود العديد من حالات الجفاف المسجلة. تتراوح درجة الحرارة في ناورو بين 30 و35 درجة مئوية (86 و95 درجة فهرنهايت) أثناء النهار، وتستقر تمامًا في الليل عند نحو 25 درجة مئوية (77 درجة فهرنهايت).

لا يوجد جداول مائية وأنهار في ناورو، تُجمع المياه من أنظمة التجميع الموجودة على الأسطح. تُجلب المياه إلى ناورو صابورة على السفن العائدة لحمولات الفوسفات.
| البيانات المناخية لـYaren District, Nauru | البيانات المناخية لـYaren District, Nauru | البيانات المناخية لـYaren District, Nauru | البيانات المناخية لـYaren District, Nauru | البيانات المناخية لـYaren District, Nauru | البيانات المناخية لـYaren District, Nauru | البيانات المناخية لـYaren District, Nauru | البيانات المناخية لـYaren District, Nauru | البيانات المناخية لـYaren District, Nauru | البيانات المناخية لـYaren District, Nauru | البيانات المناخية لـYaren District, Nauru | البيانات المناخية لـYaren District, Nauru | البيانات المناخية لـYaren District, Nauru | البيانات المناخية لـYaren District, Nauru |
| الشهر                                     | يناير                                     | فبراير                                    | مارس                                      | أبريل                                     | مايو                                      | يونيو                                     | يوليو                                     | أغسطس                                     | سبتمبر                                    | أكتوبر                                    | نوفمبر                                    | ديسمبر                                    | المعدل السنوي                             |
| ----------------------------------------- | ----------------------------------------- | ----------------------------------------- | ----------------------------------------- | ----------------------------------------- | ----------------------------------------- | ----------------------------------------- | ----------------------------------------- | ----------------------------------------- | ----------------------------------------- | ----------------------------------------- | ----------------------------------------- | ----------------------------------------- | ----------------------------------------- |
| الدرجة القصوى °م (°ف)                     | 34 (93)                                   | 37 (99)                                   | 35 (95)                                   | 35 (95)                                   | 32 (90)                                   | 32 (90)                                   | 35 (95)                                   | 33 (91)                                   | 35 (95)                                   | 34 (93)                                   | 36 (97)                                   | 35 (95)                                   | 37 (99)                                   |
| متوسط درجة الحرارة الكبرى °م (°ف)         | 30 (86)                                   | 30 (86)                                   | 30 (86)                                   | 30 (86)                                   | 30 (86)                                   | 30 (86)                                   | 30 (86)                                   | 30 (86)                                   | 30 (86)                                   | 31 (88)                                   | 31 (88)                                   | 31 (88)                                   | 30 (87)                                   |
| متوسط درجة الحرارة الصغرى °م (°ف)         | 25 (77)                                   | 25 (77)                                   | 25 (77)                                   | 25 (77)                                   | 25 (77)                                   | 25 (77)                                   | 25 (77)                                   | 25 (77)                                   | 25 (77)                                   | 25 (77)                                   | 25 (77)                                   | 25 (77)                                   | 25 (77)                                   |
| أدنى درجة حرارة °م (°ف)                   | 21 (70)                                   | 21 (70)                                   | 21 (70)                                   | 21 (70)                                   | 20 (68)                                   | 21 (70)                                   | 20 (68)                                   | 21 (70)                                   | 20 (68)                                   | 21 (70)                                   | 21 (70)                                   | 21 (70)                                   | 20 (68)                                   |
| الهطول مم (إنش)                           | 280 (11.0)                                | 250 (9.8)                                 | 190 (7.5)                                 | 190 (7.5)                                 | 120 (4.7)                                 | 110 (4.3)                                 | 150 (5.9)                                 | 130 (5.1)                                 | 120 (4.7)                                 | 100 (3.9)                                 | 120 (4.7)                                 | 280 (11.0)                                | 2٬080 (81.9)                              |
| متوسط أيام هطول الأمطار                   | 16                                        | 14                                        | 13                                        | 11                                        | 9                                         | 9                                         | 12                                        | 14                                        | 11                                        | 10                                        | 13                                        | 15                                        | 152                                       |
| المصدر:                                   |                                           |                                           |                                           |                                           |                                           |                                           |                                           |                                           |                                           |                                           |                                           |                                           |                                           |

### البيئة
تحتوي الجزيرة على عدد ضئيل من الحيوانات نظرًا لانعدام الغطاء النباتي وتبعات تعدين الفوسفات. اختفت العديد من الطيور المحلية أو أصبحت نادرة بسبب تدمير موائلها. سُجل نحو 60 نوع من النباتات الوعائية التي تنتمي إلى الجزيرة، دون توطن أي منها. أسفرت زراعة جوز الهند والتعدين وإدخال أنواع أخرى عن حدوث اضطرابات خطيرة في الغطاء النباتي الأصلي.
لا يوجد ثدييات برية أصلية في الجزيرة، ولكن هناك حشرات أصلية وسرطانات برية وطيور، بما في ذلك طائر هازجة الغاب الناوروني المستوطن. أُدخلت العديد من الحيوانات إلى ناورو عن طريق السفن كالجرذ البولينيزي والقطط والكلاب والخنازير والدجاج. إن تنوع الحياة البحرية للشعاب المرجانية يجعل من صيد الأسماك نشاطًا شعبيًا يمارسه السياح في الجزيرة، كذلك الغوص في المحيط.

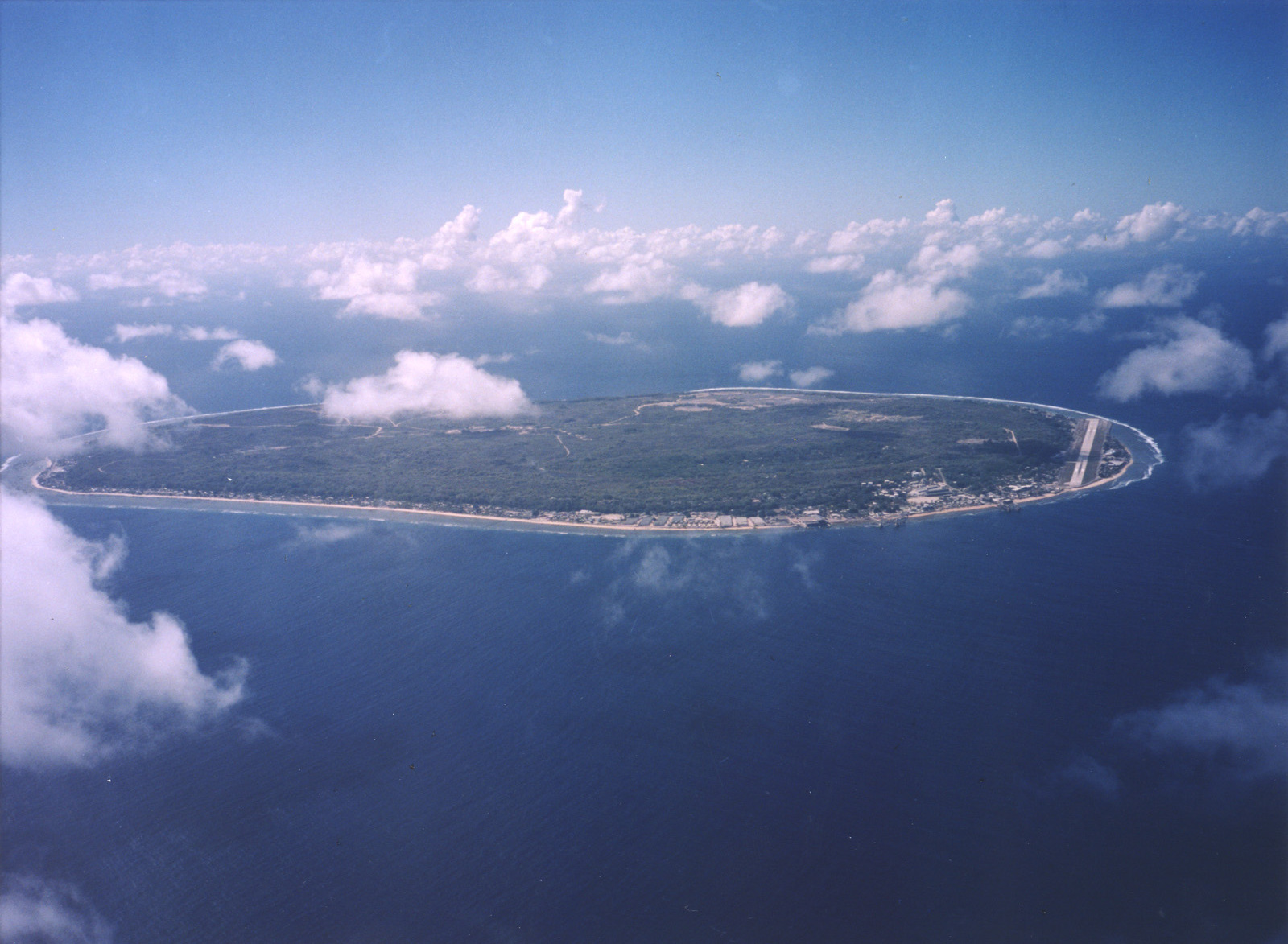
منظر جوي لناورو

## السياسات
ليونيل أينغيميا هو رئيس ناورو الحالي، ويرأس برلمانًا بمجلس واحد يتألف من 19 عضوًا. البلد عضو في الأمم المتحدة ودول الكومنولث وبنك التنمية الآسيوي. تشارك ناورو كذلك في دورة ألعاب الكومنولث والألعاب الأولمبية. أصبحت ناورو مؤخرًا عضوًا في الوكالة الدولية للطاقة المتجددة. في أبريل 2016، أصبحت جمهورية ناورو العضو رقم 189 في صندوق النقد الدولي.
ناورو جمهورية ذات نظام حكم برلماني. فالرئيس هو رئيس الدولة والحكومة على حدٍّ سواء ويعتمد على ثقة البرلمان في البقاء رئيسًا. يُنتخب برلمان بمجلس واحد يتألف من 19 عضوًا كل ثلاث سنوات. ينتخب البرلمان الرئيس من أعضائه، ويعيٌن الرئيس حكومة تتألف من خمسة إلى ستة أعضاء.
لا يوجد أي هيكل رسمي للأحزاب السياسية في ناورو، وعادة ما يترشح المرشحون للمناصب مستقلين، ويوجد خمسة عشر عضوًا مستقلًا من بين أعضاء البرلمان الحالي البالغ عددهم 19 عضوًا. وهناك أربعة أحزاب نشطة سياسيًا في ناورو هي حزب ناورو والحزب الديمقراطي وناورو أولًا وحزب الوسط. غير أن التحالفات داخل الحكومة غالبًا ما تتشكل على أساس الروابط الأسرية الموسعة بدلًا من الانتماء الحزبي.
من عام 1992 إلى 1999، كان نظام الحكم المحلي في ناورو يُعرف بمجلس جزيرة ناورو. صُمم هذا المجلس المتألف من تسعة أعضاء لتقديم خدمات البلدية. في عام 1999، حُل هذا المجلس وأُسندت جميع الأصول والمسؤوليات إلى الحكومة الوطنية. إن حيازة الأراضي في ناورو أمر غير مألوف، إذ يتمتع جميع سكان ناورو بحقوق معينة في الحصول على جميع الأراضي في الجزيرة، والتي يمتلكها الأفراد والجماعات العائلية. لا تمتلك الكيانات الحكومية والشركات أي أرض، ويتعين عليها أن تبرم اتفاقيات استئجار مع مالكي الأراضي لاستخدامها. ولا يمكن لغير شعب ناورو أن يمتلك أرضًا في الجزيرة.
تحظى محكمة ناورو العليا، التي يرأسها قاضي القضاة، بأهمية بارزة في المسائل الدستورية. يمكن استئناف القضايا الأخرى أمام محكمة الاستئناف المؤلفة من قاضيين. لا يمكن للبرلمان أن يلغي قرارات المحاكم. كان بالإمكان سابقًا استئناف أحكام محكمة الاستئناف لدى محكمة أستراليا العليا، بيد أن ذلك كان نادر الحدوث فانتهت دعوى الاستئناف في المحكمة الأسترالية كليًا في 12 مارس 2018 بعد أن أنهت حكومة ناورو الترتيب من جانبها. تتألف المحاكم الجزئية من المحكمة المحلية ومحكمة الأسرة، ويرأس قاض مقيم كلاهما، وهو أيضًا رئيس قلم المحكمة العليا. هناك محكمتان شبه قضائيتان: مجلس استئناف الخدمة المدنية ومجلس استئناف الشرطة، ويرأس قاضي القضاة كلاهما.

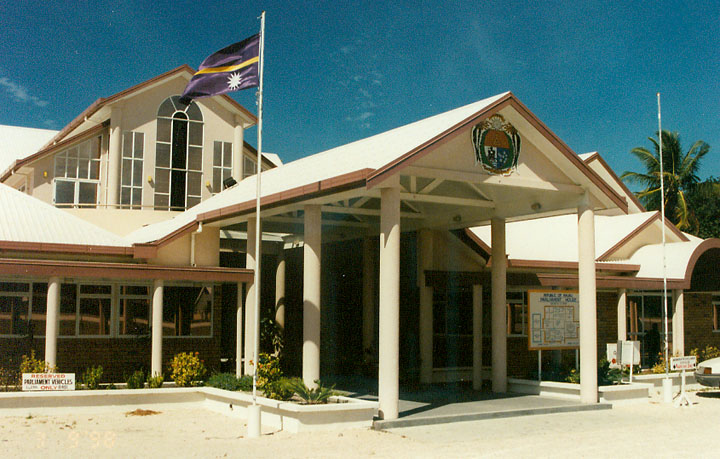
برلمان ناورو

### العلاقات الخارجية
انضمت ناورو إلى دول الكومنولث بعد استقلالها في عام 1968 بوصفها عضوًا خاصًا، وحصلت على العضوية الكاملة في عام 1999. قُبِلت عضوية الدولة في بنك التنمية الآسيوي عام 1991 وفي الأمم المتحدة عام 1999. ناورو عضو في برنامج البيئة الإقليمي لجنوب المحيط الهادئ ولجنة جنوب المحيط الهادئ ولجنة العلوم الأرضية التطبيقية لجنوب المحيط الهادئ. في فبراير 2021، أعلنت ناورو انسحابها رسميًا من منتدى جزر المحيط الهادئ في بيان مشترك مع جزر مارشال وكيريباتي وولايات ميكرونيسيا المتحدة عقب خلاف بشأن انتخاب هنري بونا أمينًا عامًا للمنتدى.

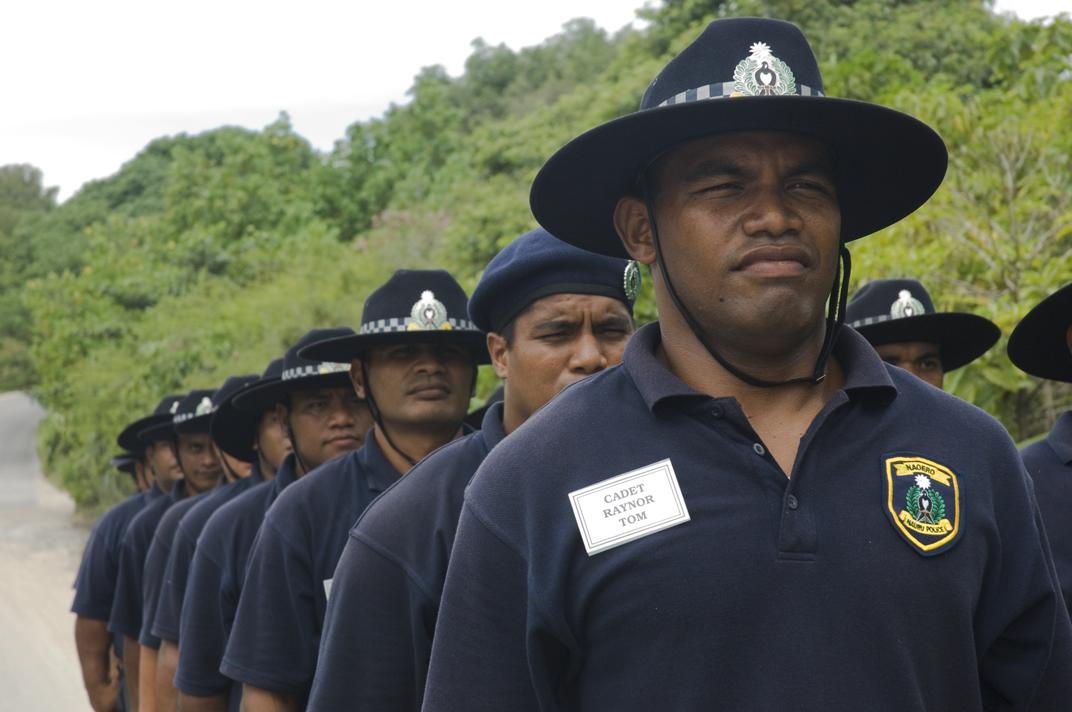
طلبة شرطة ناورو أثناء تدريبهم. لا تمتلك ناورو قوات مسلحة، فقط جهاز شرطة صغير يخضع للإشراف المدني.

لا تمتلك ناورو قوات مسلحة، فقط جهاز شرطة صغير يخضع للإشراف المدني. تتولى أستراليا مسؤولية الدفاع عن ناورو بموجب اتفاق غير رسمي بين الدولتين. أُبرمت مذكرة تفاهم في سبتمبر 2005 بين أستراليا وناورو والتي تنص على تزويد ناورو بالمعونة المالية والمساعدة التقنية، بما في ذلك وزير مالية لإعداد الميزانية ومستشارون معنيون بالصحة والتعليم. في المقابل، يتعين على ناورو إيواء طالبي اللجوء أثناء تجهيز طلباتهم للدخول إلى أستراليا. تستخدم ناورو الدولار الأسترالي عملة رسمية لها.
توظف ناورو موقعها في عضوية الأمم المتحدة للحصول على الدعم المالي من تايوان (جمهورية الصين رسميًا) والقارة الصينية (جمهورية الصين الشعبية رسميًا) من خلال تغيير الاعتراف بها من أحدهما إلى الآخر في ظل سياسة الصين الواحدة. في 21 يوليو 2002، وقعت ناورو اتفاقًا لإقامة علاقات دبلوماسية مع جمهورية الصين الشعبية، وقبلت 130 مليون دولار أمريكي من الجمهورية لهذا الإجراء. ردًا على ذلك، قطعت تايوان العلاقات الدبلوماسية مع ناورو بعد يومين. لاحقًا، أعادت ناورو إقامة صلاتها مع تايوان في 14 مايو 2005، وأنهت رسميًا الروابط الدبلوماسية مع جمهورية الصين الشعبية في 31 مايو 2005. غير أن جمهورية الصين الشعبية ما تزال تحتفظ بمكتب تمثيلي في ناورو.
في عام 2008، اعترفت ناورو بكوسوفو دولة مستقلة، وأصبحت في عام 2009 رابع دولة، بعد روسيا ونيكاراغوا وفنزويلا، تعترف بأبخازيا، وهي منطقة منشقة عن جورجيا. أُفيد بأن روسيا قدمت 50 مليون دولار أمريكي لناورو معونة إنسانية نتيجة لهذا الاعتراف. في 15 يوليو 2008، أعلنت حكومة ناورو عن مشروع لتجديد الموانئ، بتمويل بلغ 9 ملايين دولار أمريكي من المعونة الإنمائية التي تلقتها من روسيا. تدعي حكومة ناورو أن هذه المعونة لا شأن لها باعترافها بأبخازيا وأوسيتيا الجنوبية.
شكّلت المعونات الأسترالية جزءًا كبيرًا من دخل ناورو. في عام 2001، سعت سفينة إم في تامبا، وهي سفينة نرويجية أنقذت 438 لاجئًا من قارب يبلغ طوله 20 مترًا، إلى أن ترسو في أستراليا. فيما عُرف لاحقًا بقضية تامبا، رُفض دخول السفينة وصعدت عليها القوات الأسترالية. جرى تحميل اللاجئين على سفينة البحرية الملكية الأسترالية، مانورا، واقتيدوا إلى ناورو لاحتجازهم في منشآت الاحتجاز التي أصبحت لاحقًا جزءًا من سياسة حل المحيط الهادئ التي انتهجتها حكومة هاورد. أدارت ناورو مركزي احتجاز للاجئين عُرفا باسم مجلس الدولة والإدارة العليا مقابل الحصول على المعونة الأسترالية. بحلول نوفمبر 2005، لم يتبقَّ في ناورو سوى لاجئين، محمد صقر ومحمد فيصل، من أولئك الذين أُرسلوا إلى هناك لأول مرة في عام 2001، وأُعيد توطين صقر في مطلع عام 2007. أرسلت الحكومة الأسترالية مجموعات أخرى من طالبي اللجوء إلى ناورو في أواخر عام 2006 وأوائل عام 2007. أُغلق مركز اللاجئين في عام 2008، وأُعيد فتحه بعد إعادة اعتماد الحكومة الأسترالية لسياسة حل المحيط الهادئ في أغسطس 2012. يدير برنامج الولايات المتحدة لقياس الإشعاع الجوي مرفقًا لمراقبة المناخ في الجزيرة.
في مارس 2017، أثناء الدورة الرابعة والثلاثين العادية لمجلس حقوق الإنسان التابع للأمم المتحدة، أدلت فانواتو ببيان مشترك باسم ناورو وبعض دول المحيط الهادئ الأخرى أشارت فيه إلى انتهاكات حقوق الإنسان المُرتكبة في غرب غينيا الجديدة، والتي تحتلها إندونيسيا منذ عام 1963، وطالبت مفوضة الأمم المتحدة السامية لحقوق الإنسان أن تقدم تقريرًا بهذا الشأن. أنكرت إندونيسيا الادعاءات. توفي أكثر من 100 ألف غيني خلال أزمة بابوا التي دامت 50 عامًا.
وصفت منظمة العفو الدولية ظروف لاجئي الحرب الذين يعيشون في ناورو بالمرعبة، وأفادت بعض التقارير عن محاولة أطفال لا تتجاوز أعمارهم ثمانية أعوام الانتحار واضطلاعهم بأعمال إيذاء النفس. في عام 2018، اكتسبت الحالة اهتمامًا بوصفها «أزمة صحة عقلية»، وقُدّر عدد الأطفال الذين يعانون من متلازمة الانسحاب، والمعروفة أيضا باسم متلازمة الاستسلام، بنحو ثلاثين طفلًا. وهي حالة نفسية متدهورة قد ينتهي أمر الذي يعاني منها بأن يصبح غائبًا عن الوعي وقد يتوقف جسده عن العمل. لوحظت هذه الحالة أيضًا لدى العديد من طالبي اللجوء.

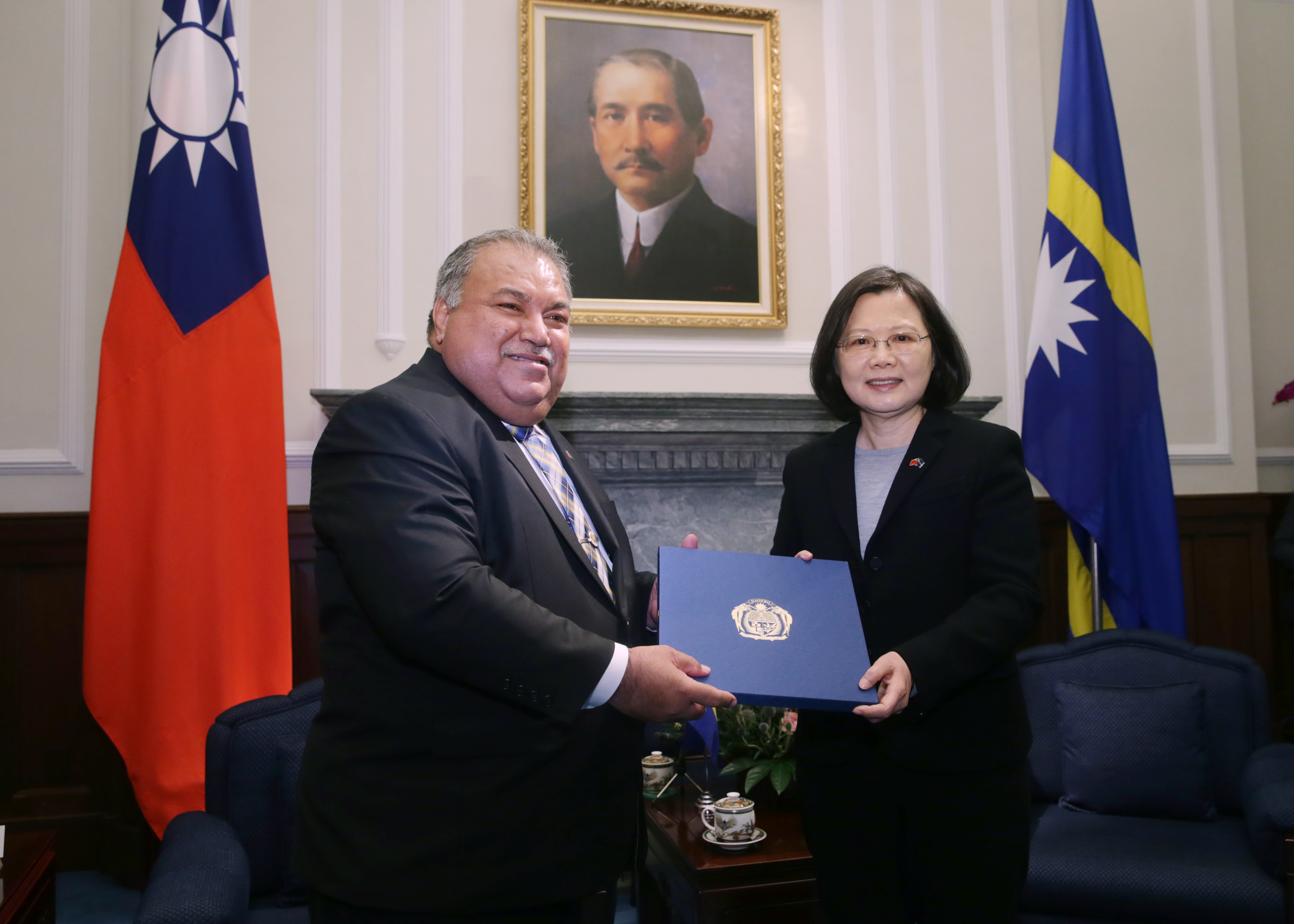
رئيس ناورو السابق، بارون واكا، ورئيسة تايوان تساي إنغ ون في تايوان، 7 مارس 2017

### التقسيمات الإدارية
وتنقسم ناورو إلى أربع عشرة مقاطعة إدارية، تُصنف ضمن ثماني دوائر انتخابية وتنقسم كذلك إلى قرى. دينيغومودو هي المقاطعة الأكثر اكتظاظًا بالسكان، إذ يقطنها 1,804 نسمة، ويقيم 1,497 في مستوطنة لوكيشن التابعة لشركة فوسفات ناورو. يبين الجدول التالي عدد السكان في كل المقاطعة وفقًا لتعداد عام 2011.

خريطة تظهر مقاطعات ناورو

| الرقم | المقاطعة   | الاسم السابق | المساحة | عدد السكان | عدد   | الكثافة       |
| الرقم | المقاطعة   | الاسم السابق | (هكتار) | 2011       | القرى | شخص لكل هكتار |
| 1     | أيو        | آيو          | 110     | 1,220      | 8     | 11.1          |
| 2     | أنابار     | أنيبور       | 150     | 452        | 15    | 3             |
| 3     | أنيتان     | آنيتان       | 100     | 587        | 12    | 5.9           |
| 4     | أنيبار     | اني بودي     | 310     | 226        | 17    | 0.7           |
| 5     | بايتسي     | بيدي، بايتي  | 120     | 513        | 15    | 4.3           |
| 6     | بو         | بوي          | 50      | 851        | 4     | 17            |
| 7     | بوادا      | ارنيبوك      | 260     | 739        | 14    | 2.8           |
| 8     | دينيغومودو | دينيكوموتو   | 118     | 1,804      | 17    | 15.3          |
| 9     | إيوا       | إيو          | 120     | 446        | 12    | 3.7           |
| 10    | إيجو       | إيجوب        | 110     | 178        | 13    | 1.6           |
| 11    | مينينغ     | مينين        | 310     | 1,380      | 18    | 4.5           |
| 12    | نيبوك      | إينيبيك      | 160     | 484        | 11    | 3             |
| 13    | أوابو      | إيبويي       | 80      | 318        | 6     | 3             |
| 14    | يارين      | موكوا        | 150     | 747        | 7     | 4             |
|       | ناورو      | ناويرو       | 2,120   | 10,084     | 169   | 4.8           |

## الاقتصاد
بلغ اقتصاد ناورو ذروته في منتصف سبعينيات القرن العشرين، حيث قُدر نصيب الفرد من الناتج الإجمالي المحلي بـ50 ألف دولار أمريكي، وهو الثاني عالميًا بعد اقتصاد المملكة العربية السعودية. نتج ذلك عن تعدين الفوسفات، وانخفض منذ أوائل ثمانينيات القرن العشرين. يوجد القليل من الموارد الأخرى في ناورو، ويجري استيراد معظم الضروريات. ما تزال شركة رونفوس، المعروفة سابقًا باسم شركة فوسفات ناورو، تدير بعض أعمال التعدين محدودة النطاق. تضع الحكومة نسبة من إيرادات شركة رونفوس في صندوق عوائد استخراج الفوسفات في ناورو. يدير الصندوق استثمارات طويلة الأجل كان الغرض منها دعم المواطنين بعد استنفاد احتياطي الفوسفات.
نظرًا لسوء الإدارة، خُفضت أصول الصندوق الثابتة والحالية على نحو هائل وقد لا تُسترد بالكامل أبدًا. من الاستثمارات الفاشلة تمويل مسرحية ليوناردو الموسيقية في عام 1993. بيع فندق ميركيور في سيدني ومبنى ناورو هاوس في ملبورن عام 2004 لتمويل تخفيف عبء الديون، واستردت شركة طيران ناورو طائرة البوينغ 737 الوحيدة في ديسمبر 2005.واستؤنفت الخدمة الجوية العادية بعد استبدال الطائرة بطائرة بوينغ 737-300 في يونيو 2006. في عام 2005، باعت الشركة عقارها المتبقي في ملبورن، وهو موقع حانة سافوي الخالية، مقابل مبلغ 7.5 مليون دولار.
يقًدر أن قيمة الصندوق انخفضت من 1.3 مليار دولار أسترالي في عام 1991 إلى 138 مليون دولار أسترالي في عام 2002. تفتقر ناورو حاليًا إلى المال اللازم لأداء العديد من الوظائف الأساسية للحكومة؛ فمثلًا، يعاني مصرف ناورو الوطني من حالة إعسار. قدّر كتاب حقائق العالم الصادر عن وكالة المخابرات المركزية الأمريكية أن نصيب الفرد من الناتج المحلي الإجمالي بلغ 5000 دولار أمريكي في عام 2005. قدر التقرير الاقتصادي الصادر عن بنك التنمية الآسيوي لعام 2007 بشأن ناورو نصيب الفرد من الناتج المحلي الإجمالي بمبلغ يتراوح بين 2,400 دولار إلى 2,715 دولار أمريكي.
لا توجد ضرائب شخصية في ناورو. يُقدر متوسط نسبة البطالة بـ23%، وتوظف الحكومة 95% من الأشخاص الذين يمتلكون وظائف. أشار مصرف التنمية الآسيوي أنه على الرغم من امتلاك الإدارة ولاية عامة قوية لتنفيذ الإصلاحات الاقتصادية، فإنه وفي ظل غياب بديل عن تعدين الفوسفات، فإن التوقعات متوسطة الأجل تتمثل في استمرار الاعتماد على المساعدات الخارجية. لا تلعب السياحة دورًا رئيسيا في اقتصاد البلد.
في تسعينيات القرن العشرين، أصبحت ناورو ملاذًا ضريبيًا وعرضت جوازات سفر على الرعايا الأجانب مقابل مبلغ مالي. وضعت منظمة مجموعة العمل المالي المعنية بغسل الأموال ناورو ضمن قائمة الدول الخمسة عشر «غير المتعاونة» في مكافحتها لغسل الأموال. خلال تسعينات القرن العشرين، أمكن إنشاء مصرف مرخص في ناورو بمبلغ 25 ألف دولار أمريكي دون متطلبات أخرى. بضغط من مجموعة العمل المالي، وضعت ناورو في عام 2003 تشريعًا لمكافحة التهرب الضريبي، نتج عن ذلك خروج الأموال الأجنبية الساخنة من البلاد. في أكتوبر 2005، عقب نتائج مرضية من التشريع وإنفاذه، ألغت مجموعة العمل المالي تصنيف ناورو كبلد غير متعاون.
في الفترة من عام 2001 إلى 2007، قدم مركز الاحتجاز في ناورو مصدرًا هامًا للدخل في البلد. أبدت سلطات ناورو قلقًا بشأن إغلاق أستراليا للمركز. في فبراير 2008، أشار وزير الخارجية، الدكتور كايرين كيكي، أن الإغلاق سيؤدي إلى فقدان 100 ناوروني وظائفهم وسيؤثر على 10% من سكان الجزيرة بصورة مباشرة أو غير مباشرة: «لدينا عدد هائل من الأسر التي ستفقد مصدر دخلها فجأة. إننا ننظر في السبل التي يمكن أن نحاول بها تقديم بعض المساعدات الاجتماعية، إلا أن قدرتنا على فعل ذلك محدودة جدًا. نحن نواجه أزمة بطالة كبيرة». أُعيد افتتاح مركز الاحتجاز في أغسطس 2012.
في يوليو 2017، رفعت منظمة التعاون الاقتصادي والتنمية تصنيفها لمعايير الشفافية الضريبية في ناورو. أُدرجت ناورو سابقًا إلى جانب أربعة عشر بلدًا آخر لم يثبت مقدرته على الامتثال للمعايير والأنظمة الدولية المتعلقة بالشفافية الضريبية. لاحقًا، تتبعت منظمة التعاون الاقتصادي والتنمية امتثال ناورو، ومنحت البلد تصنيف «ممتثل كثيرًا».
تنبأت ميزانية ناورو للفترة 2017-2018، والتي قدمها وزير المالية ديفيد أديانغ، بإيرادات قدرها 128.7 مليون دولار أسترالي ونفقات قدرها 128.6 مليون دولار أسترالي ونمو اقتصادي متواضع خلال السنتين العامين القادمين.

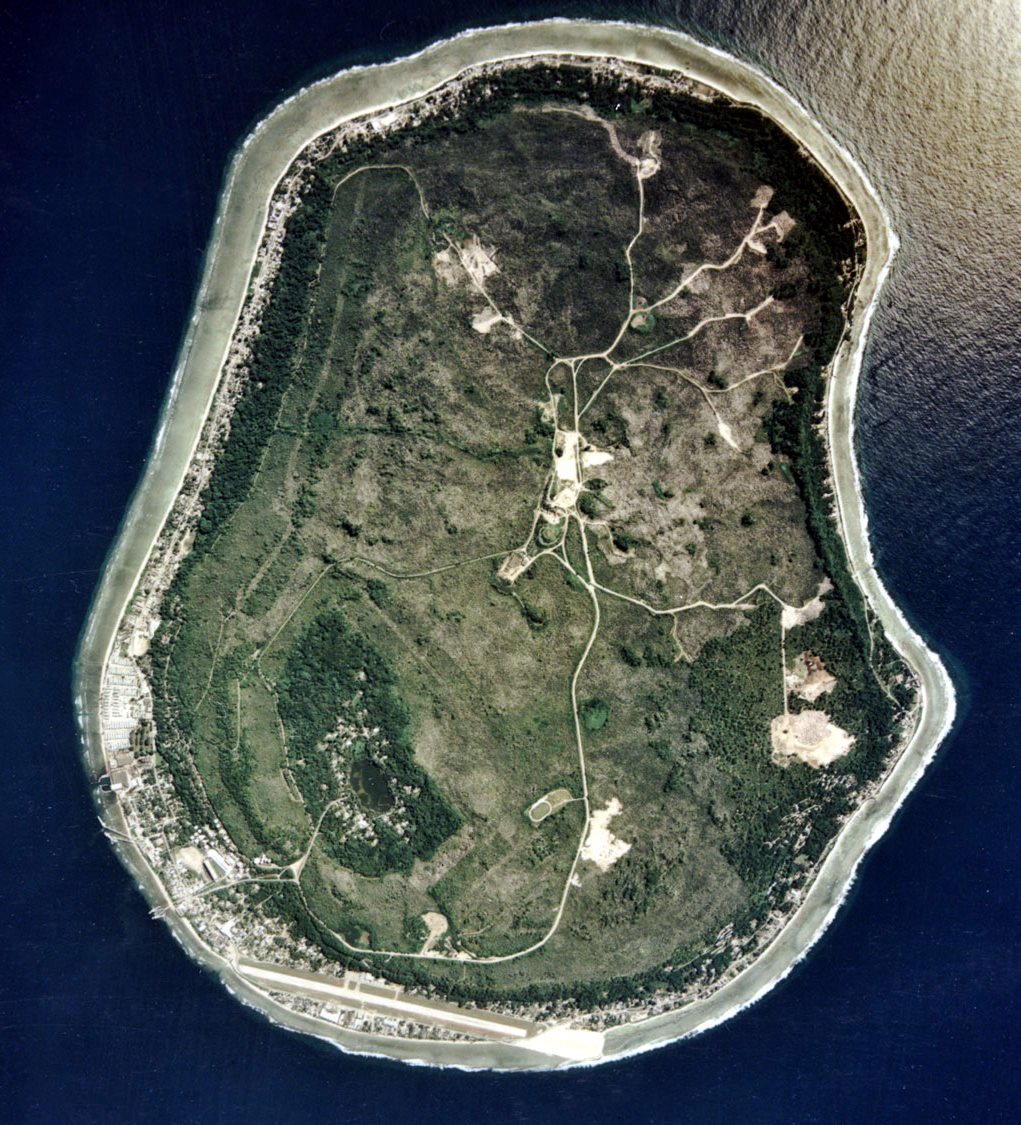
صورة أقمار صناعية لناورو، 2002

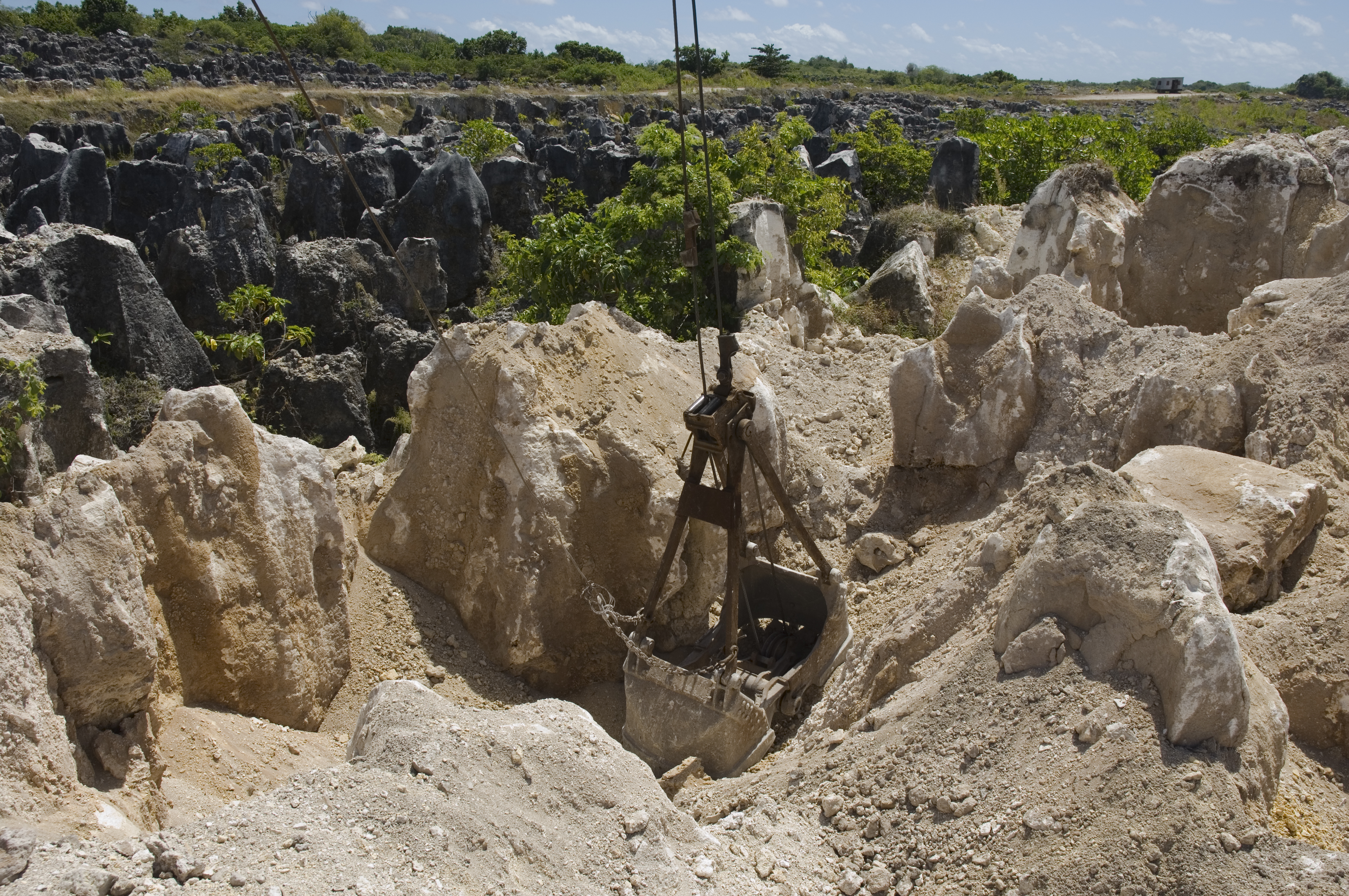
بقايا قمم صخرية من الحجر الجيري بعد تعدين الفوسفات في موقع أحد مناجم ناورو الثانوية.

## السكان
بلغ عدد سكان ناورو 12511 نسمة اعتبارًا من يوليو 2021. كان عدد السكان سابقًا أكثر من ذلك، ولكن في عام 2006 غادر 1,500 شخص الجزيرة خلال عملية ترحيل العمال المهاجرين من كيريباتي وتوفالو إلى أوطانهم. كان تحجيم عمال تعدين الفوسفات الدافع وراء ترحيلهم إلى بلدانهم.
تُعتبر ناورو واحدة من أكثر البلدان المُغربة في جنوب المحيط الهادئ.

### المجموعات الإثنية
%58 من سكان ناورو هم من أصل ناوروني، و 26% من شعوب جزر المحيط الهادئ الأخرى، و 8% من الأوروبيين، و 8% من شعب الهان الصيني.

### اللغات
الناورونية هي اللغة الرسمية في ناورو، وهي لغة ميكرونيزية متميزة، يتحدث بها 96% من سكان ناورو الإثنيين في الوطن. يتحدث الناورونيون بالإنجليزية أيضًا إذ تُعتبر لغة الحكومة والتجارة، نظرًا لعدم استخدام اللغة الناورونية خارج البلد.

### الديانة
المسيحية هي الديانة الرسمية التي تُمارَس شعائرها في الجزيرة (الطوائف الرئيسية هي كنيسة ناورو الأبرشية 35.71%، والرومانية الكاثوليكية 32.96%، والجمعيات الربانية 12.98%، والمعمدانية 1.48%). ينص الدستور على حرية الدين. حدت الحكومة من الشعائر الدينية التي يمارسها أتباع كنيسة يسوع المسيح لقديسي الأيام الأخيرة وشهود يهوه، ومعظمهم من العمال الأجانب العاملين في شركة فوسفات ناورو المملوكة للحكومة. تخدم رعوية الأبرشية الرومانية الكاثوليكية الكاثوليك في ناورو وتاراوا.

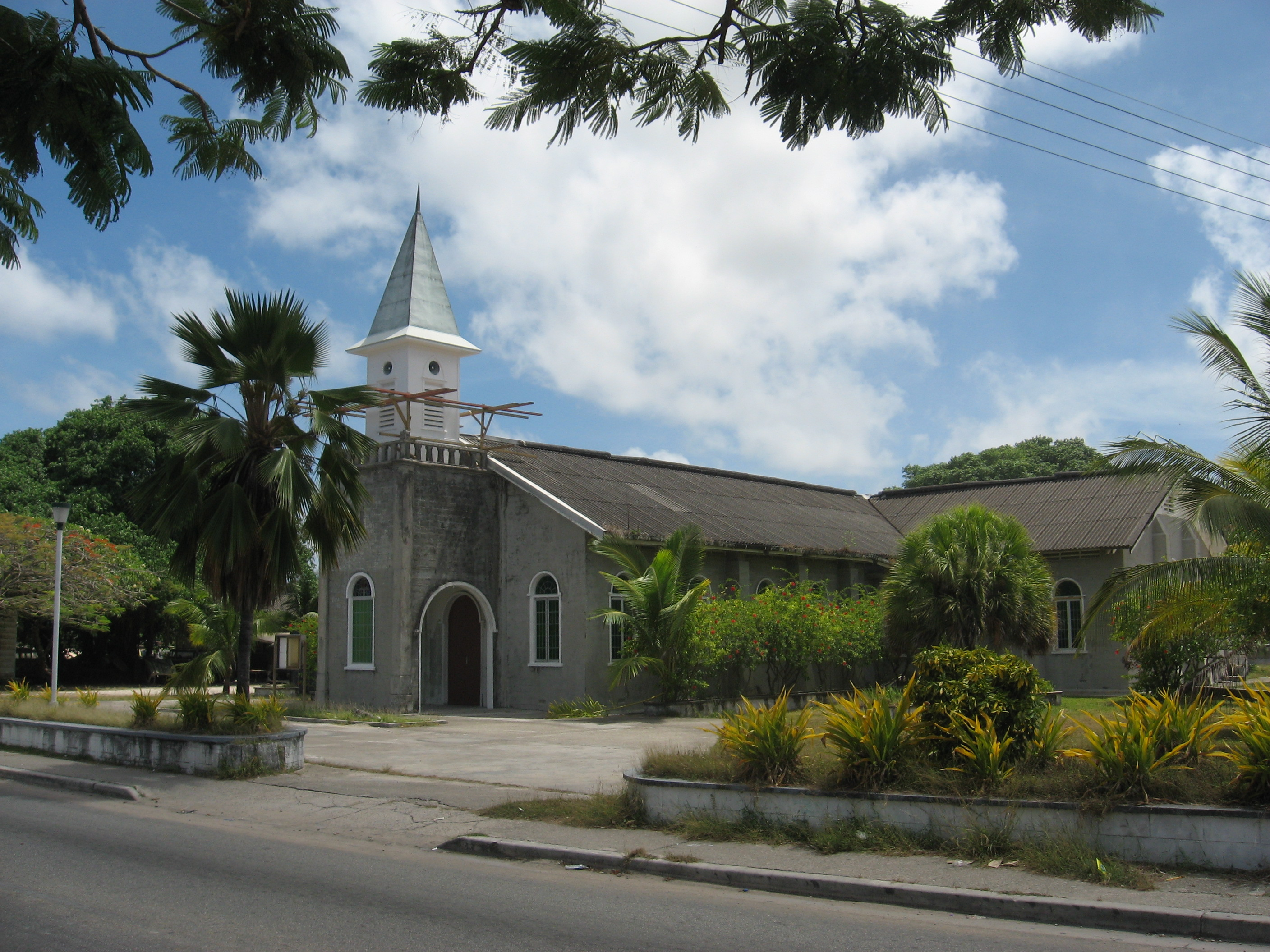
كنيسة في ناورو

## الثقافة
يحتفل يوم أنغام، المُقام في 26 أكتوبر، بتعافي سكان ناورو بعد الحربين العالميتين ووباء الإنفلونزا في عام 1920. من المهم تجريد ثقافة الشعوب الأصلية من التأثيرات الاستعمارية والغربية المعاصرة. احتُفظ بالقليل من العادات القديمة، ولكن ما يزال الناورونيون يمارسون بعض أشكال الموسيقى والفنون والحرف التقليدية وصيد الأسماك.

### وسائل الاعلام
لا توجد صحف إخبارية يومية في ناورو، إلا أنه يوجد صحيفة موينين كو التي تصدر كل نصف شهر. هناك محطة تلفزيونية مملوكة للدولة، تلفزيون ناورو، الذي يبث برامج من نيوزيلندا وأستراليا، ومحطة إذاعية غير تجارية مملوكة للدولة، راديو ناورو، الذي ينقل برامج من إذاعة أستراليا وهيئة الإذاعة البريطانية.

### الرياضة
كرة القدم الأسترالية هي الرياضة الأكثر شعبية في ناورو –بالإضافة إلى رياضة رفع الأثقال، إذ تُعتبرا الألعاب الرياضية الوطنية في البلاد. يوجد ثمانية فرق تلعب ضمن الدوري الأسترالي لكرة القدم. من الرياضات الأخرى المشهورة في ناورو كرة الطائرة وكرة الشبكة وصيد الأسماك ورفع الأثقال والتنس. فاز الكثير من رافعي الأثقال في المنافسات بمهارة وهزموا الرياضيين في دول أكبر من ناورو. تشارك ناورو في ألعاب الكومنولث وشاركت في الألعاب الأولمبية الصيفية في رفع الأثقال والجودو.
نافس منتخب ناورو الوطني لكرة السلة في دورة ألعاب المحيط الهادئ لعام 1969، حيث هزم منتخبي جزر سليمان وفيجي لكرة السلة.
حقق فريق ناورو الوطني للرغبي أول ظهور له على الصعيد الدولي في دورة ألعاب المحيط الهادئ لعام 2015.
نافست ناورو في بطولة أوقيانوسيا السباعية لعام 2015 في نيوزيلندا.

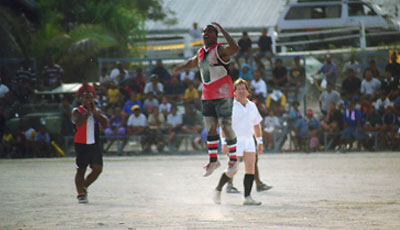
مباراة لكرة القدم الأسترالية على ملعب لينكبيلت أوفال

### العطلات
يُحتفل بيوم الاستقلال في 31 يناير.

## الدوائر الحكومية

### التعليم
تبلغ نسبة محو الأمية في ناورو 96%. فالتعليم إلزامي للأطفال الذين تتراوح أعمارهم بين 6 إلى 16عامًا، ويوفَر عامين آخرين غير إلزاميين (العامان 11 و 12). يوجد في الجزيرة ثلاث مدارس ابتدائية ومدرستان ثانويتان، هما كلية ناورو ومدرسة ناورو الثانوية. يوجد حرم جامعة تابع لجامعة جنوب المحيط الهادئ في ناورو. كان الطلاب يدرسون إما عن بُعد أو في الخارج قبل بناء هذا الحرم الجامعي في عام 1987. منذ عام 2011، أنشأت جامعة نيو إنجلاند في أستراليا فرعًا لها في الجزيرة ووظفت نحو 30 مدرسًا ناورونيًا يدرسون للحصول على درجة أستاذ مساعد في التعليم. يرأس الأستاذ بيب سيرو هذا المشروع الذي تموله وزارة الخارجية والتجارة الأسترالية.
دُمّرت المكتبة العامة المحلية السابقة في حريق. اعتبارًا من عام 1999، لم تُنشأ أي مكتبة جديدة، ولا توجد خدمات لبيع الكتب منذ ذلك العام. من المواقع التي تضم مكتبات جامعة جنوب المحيط الهادئ ومدرسة ناورو الثانوية وكلية كايزر ومدرسة آيو الابتدائية. توجد مكتبة ناورو المجتمعية في مبنى جامعة جنوب المحيط الهادئ الجديد، الذي افتتح رسميًا في مايو 2018.

### الصحة
قُدّر العمر المتوقع في ناورو لعام 2009 بـ60.6 عامًا للذكور و 68 عامًا للإناث.
يُعتبر سكان ناورو من أكثر الناس زيادة في الوزن في العالم، وذلك اعتمادًا على مقياس متوسط مؤشر كتلة الجسم، إذ يعاني 97% من الرجال و 93% من النساء من زيادة الوزن أو البدانة. في عام 2012، بلغ معدل السمنة 71.7%.  تشيع السمنة في جزر المحيط الهادئ.
تمتلك ناورو أعلى مستوى لمرضى السكري من النوع 2 في العالم، إذ تتجاوز نسبة المصابين به 40 % من السكان. من المشاكل الأخرى ذات الصلة بالنظام الغذائي في ناورو أمراض الكلى وأمراض القلب.

## النقل

### النقل الجوي
يخدم مطار ناورو الدولي الجزيرة. تقدم شركة طيران ناورو الخدمات للمسافرين، وتقدم شركة باسيفيك إير إكسبريس خدمة الشحن. تُسيّر الرحلات الجوية على مدار خمسة أيام في الأسبوع إلى مطارات جيدة الصلة كمطاري بريزبان ونادي الدولي.

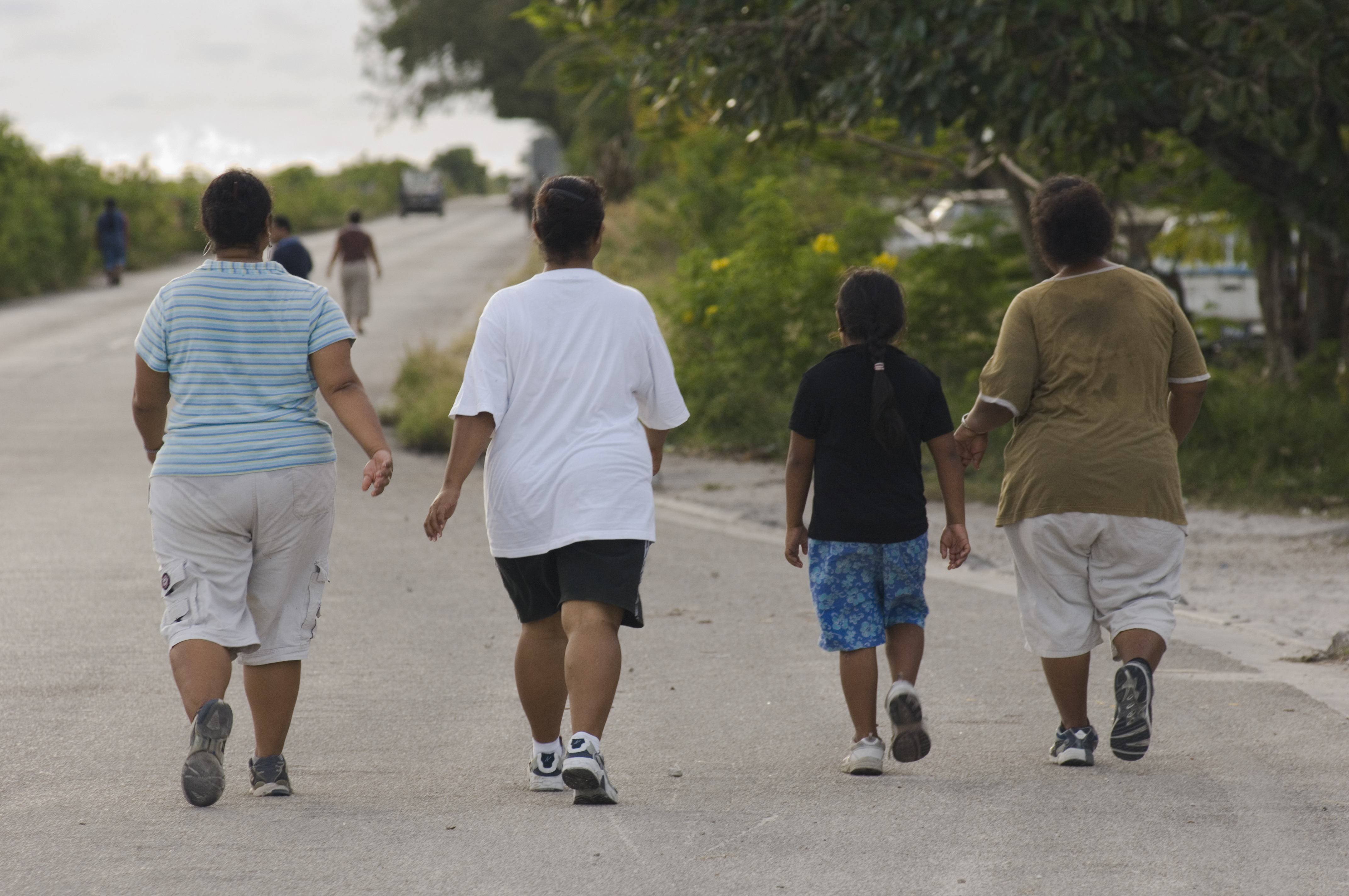
سكان ناورو وهم يتجولون في مطار ناورو الدولي. يُعتبر الناورونيون من بين أكثر الأشخاص سمنة في العالم

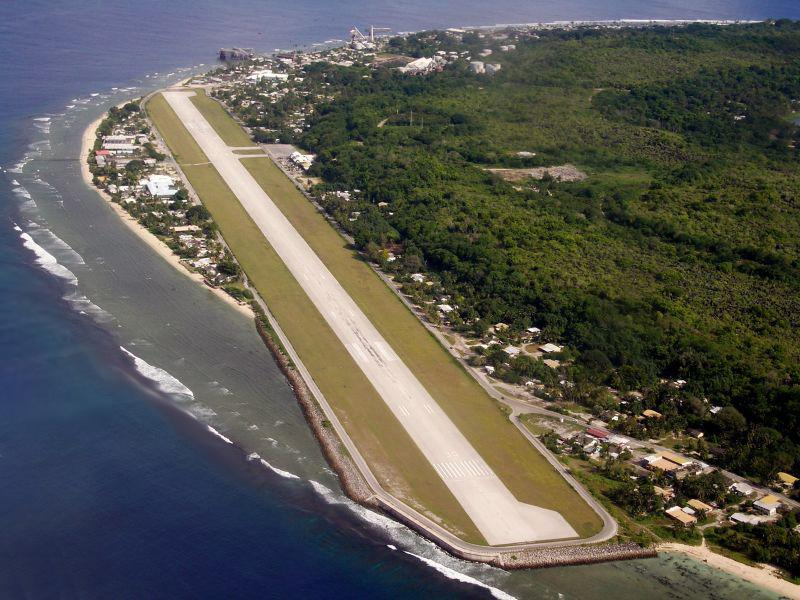
مشهد لمطار ناورو الدولي

## وصلات خارجية
- موقع حكومة ناورو
- الموقع الرسمي للسياحة في ناورو
- تاريخ ناورو